# Korcivea, Kostopil
Korcivea (în ucraineană Корчів'я) este un sat în comuna Pidlujne din raionul Kostopil, regiunea Rivne, Ucraina.

## Demografie
Componența lingvistică a localității Korcivea
     Ucraineană (98,87%)
     Alte limbi (0,97%)
Conform recensământului din 2001, majoritatea populației localității Korcivea era vorbitoare de ucraineană (98,87%), existând în minoritate și vorbitori de alte limbi.